# Copenhagen Consensus
Der Kopenhagener Konsens 2004 (engl.: Copenhagen Consensus) war ein Projekt, das versuchte, auf der Basis von ökonomischen Kosten-Nutzen-Analysen Prioritäten zu setzen für die wichtigsten Herausforderungen der Menschheit, wie Hunger, AIDS, Wasserversorgung, Zugang zu sanitären Einrichtungen, Handelsbeschränkungen, Korruption und globale Erwärmung. Das Projekt bediente sich der Methoden der Wohlfahrtsökonomie. Es wurde mit dem Kopenhagener Konsens 2008 fortgesetzt.
Die Idee hierzu kam von Bjørn Lomborg und anderen Mitgliedern des Institute for Environmental Assessment, einer Stiftung der dänischen Regierung und wurde von dem Magazin The Economist mitfinanziert.
Alle Teilnehmer sind Ökonomen, welche die Betonung auf eine Prioritätenliste legen, die auf einer ökonomischen Analyse fußt. Trotz der Milliarden, die von der UNO, den Regierungen der reichen Staaten, Stiftungen, Wohltätigkeitsverbänden und Nicht-Regierungs-Organisationen für globale Herausforderungen ausgegeben werden, reicht das Geld, das für Probleme wie Unterernährung oder den Klimawandel verwendet wird, nicht aus. Die Weltbank schätzt, dass die Millenniumsziele der UNO im Jahr zusätzlich 40–70 Milliarden US$ neben den bereits ausgegebenen jährlichen 57 Milliarden US$ kosten würden.
Ein Buch, das die Ergebnisse zusammenfasst, Global Crises, Global Solutions, wurde, herausgegeben von Lomborg, im Oktober 2004 von der Cambridge University Press veröffentlicht.
Weitere Projektsitzungen wurden 2007, 2008, 2009, 2011 und 2012 durchgeführt, das Projekt ist mittlerweile privat finanziert. 2012 wurde Nahrungsergänzungsstoffen die höchste Prioritär gegeben.

## Experten
Der Prozess, wie er verfolgt wurde, basiert in starkem Maße auf der Expertise von Ökonomen mit großer Reputation, so etwa vier Trägern des sogenannten Wirtschaftsnobelpreises.
Die Teilnehmer waren (Träger des Preises für Wirtschaftswissenschaften der Schwedischen Reichsbank gekennzeichnet):
- Jagdish Bhagwati
- Robert Fogel (*)
- Bruno Frey
- Justin Yifu Lin
- Douglass North (*)
- Thomas Schelling (*)
- Vernon L. Smith (*)
- Nancy Stokey

## Gebiete – Herausforderungen der Menschheit
Die Experten bewerteten zehn Herausforderungen und verschiedene Lösungsmöglichkeiten für jede.
- Konflikte (Paul Collier)
- Klimawandel (William R. Cline)
- Ansteckende Krankheiten (Anne Mills)
- Bildung (Lant Pritchett)
- Finanzielle Instabilität (Barry Eichengreen)
- Regierung und Korruption (Susan Rose-Ackerman)
- Unterernährung und Hunger (Jere Behrman)
- Bevölkerung und Migration (Phillip L. Martin)
- Subventionen und Handelsbarrieren (Kym Anderson)
- Wasser und Sanitäre Einrichtung (Frank Rijsberman)

Das Expertenteam bekam die Aufgabe, für diese zehn Herausforderungen die Frage zu beantworten: „Welches wären die besten Wege zur Verbesserung des Wohls der Menschheit, besonders für das Wohl der Entwicklungsländer, unterstellt, dass Mittel in Höhe von 50 Milliarden Dollar den Regierungen zusätzlich zur Verfügung stünden?“
Nach Art einer Kosten-Nutzen-Analyse wurde ermittelt, wie gut diese Probleme durch verschiedene Maßnahmen für die Politik zu lösen seien; sie wurden dabei in vier Kategorien eingeordnet: Sehr gut; Gut, Ausreichend und Mangelhaft.
- Sehr gut 
 Höchste Priorität hat nach dieser Ansicht die Bekämpfung von HIV und AIDS. Die Ökonomen schätzten, dass eine Investition von 27 Milliarden US$ bis 2010 nahezu 30 Millionen Infizierungsfälle verhindern könnte. Maßnahmen zur Bekämpfung von Unterernährung und Hunger wurden als zweitsinnvollst angesehen. Mittel seien hier Nahrungsergänzungsmittel, besonders gegen Eisenmangel durch einseitige Ernährung. Dies habe eine außerordentlich hohe Kosten-Nutzenrationalität. Die Ausgaben wurden auf 12 Milliarden US$ geschätzt. Der dritte Punkt umfasst Handelsliberalisierungen. Anders als bei vorgenannten Angelegenheiten sind zwar keine Leben in Gefahr, aber die Experten stimmten überein, dass hier mit geringen Kosten sehr großer Nutzen so wohl für die Welt als Ganzes als auch für die Entwicklungsländer gezogen werden könne. Der Vierte Punkt betrifft die Malaria. 13 Milliarden US$ würden sehr großen Nutzen für die Kosten bedeuten, besonders wenn sie für die chemische Moskito-Bekämpfung ausgegeben würden.
- Gut 
 Als Punkt fünf nennt der Konsens stärkere Investitionen in neue Agrartechnologien speziell für Entwicklungsländer. Drei Vorschläge zur Verbesserung von sanitären Einrichtungen und der Wasserqualität für eine Milliarde der Ärmsten folgen in der Liste. (Gesetzt auf die Plätze 6 bis 8: einfache Wassertechnologie für Haushalte, gemeinschaftlich organisierte Wasserversorgung und Abwasserentsorgung und Forschung für eine größere Rentabilität des Wassers in der Nahrungsmittelerzeugung). Der letzte Punkt in dieser Kategorie betraf die Regierungsführung und befasste sich damit, wie die Kosten zur Gründung neuer Unternehmen gesenkt werden könnten.
- Ausreichend 
 Nummer 10 war ein Migrationsprojekt, dessen Ziel die Lockerung von Einwanderungsbarrieren für Facharbeiter war. 11 und 12 waren Unterernährungsprojekte – Verbesserung der Säuglings- und Kinderernährung und die Reduzierung des verbreiteten niedrigen Geburtsgewichts. Nummer 12 war die Erhöhung der Grundversorgung mit medizinischen Gütern oder der Kampf gegen Krankheiten.
- Mangelhaft 
 Die Punkte 14–17 umfassten Migrationsprojekte (Gastarbeiterprogramme für Nicht-Facharbeiter), die als Hindernis für Integration angesehen wurde, und Klimawandelprojekte (Kohlendioxidsteuer und das Kyoto-Protokoll), die das Forum als wenig kosteneffizient für den erwarteten Nutzen ansah.

## Ergebnisse 2008
Im Kopenhagener Konsens 2008 wurden die Lösungen für globale Probleme nach ihrem 
Kosten/Nutzen-Verhältnis in folgende Rangfolge gebracht (hier die ersten 20 von insgesamt 30):
1. Mikronährstoff-Ergänzungen für Kinder (Vitamin A und Zink), gegen Fehlernährung
2. Die Doha-Runde der Welthandelsorganisation
3. Anreicherung von Nahrungsmitteln (Eisen und Jodsalz)
4. Erweiterung von flächendeckenden Impfungen für Kinder
5. Entwicklung nährstoffreicher pflanzlicher Lebensmittel
6. Entwurmung und andere Ernährungsprogramme in Schulen
7. Schulgeld-Reduzierung
8. Verbesserung des Schulunterrichts für Mädchen
9. Förderung der Ernährung auf Dorfebene
10. Unterstützung von Frauen bei Familienplanung und Mutterschaft
11. Akutbehandlung bei Herzinfarkt
12. Malaria: Prävention und Behandlung
13. Tuberkulose: Erkennung und Behandlung
14. Forschung und Entwicklung in Technologien für CO2-arme Energie
15. Bio-Sandfilter zur Wasseraufbereitung im Haushalt
16. Ländliche Wasserversorgung
17. Finanzielle Unterstützung von Haushalten bei Einschulung der Kinder
18. Friedenserhaltung in Post-Konflikt-Situationen
19. Kombinierte HIV-Prävention
20. Hygieneerziehung (Total sanitation campaign)

## Kritik
Einige Kritiker, unter ihnen auch Wirtschaftswissenschaftler wie Jeffrey Sachs, hinterfragten die Nutzbarkeit einer Kosten-Nutzenrechnung auch bei hochkomplexem und wissenschaftlich unsicherem Terrain, die Verwendung von bestimmten Diskontsätzen, um jetzige und zukünftige Werte einzuordnen, sowie die Vermutungen des Forums bezüglich der Verfügbarkeit von Hilfsmitteln. In diesem Sinne wurde auch die Beschränkung des Konsensus auf das Niveau der gegenwärtigen Entwicklungshilfe kritisiert. Anstelle mit dem Mangel hauszuhalten, sollten lieber Summen genannt werden, mit denen alle kritischen Probleme gelöst werden könnten.
Weiterhin wurde kritisiert, dass die Diskussionsteilnehmer ausschließlich professionelle Ökonomen waren. Auch die Verbindung des Projekts mit Bjørn Lomborg, der kontroverse Positionen in Umweltfragen einnimmt, provozierte Skepsis. Auch die anderen Ökonomen, von Lomborg ausgewählt, standen in dem Verdacht, zu stark den Ideen des Freien Marktes verpflichtet zu sein und entsprechend wenig Sympathie für staatliche Interventionen in Umweltfragen zu haben. Deshalb organisierte der Konsens parallel ein Forum von Nicht-Experten, das eine eigene Liste von Empfehlungen ausarbeitete (diese entsprachen im Wesentlichen denen der Experten).
Die tatsächlichen Vorschläge provozierten allerdings weniger Widerspruch, da ihre Prioritäten Nummer 1 und 2 (AIDS und Unterernährung) allgemein als höchst wichtig angesehen werden. Kritisiert wurde jedoch der Vorschlag zu den Handelsliberalisierungen in Punkt 3 (der für Globalisierungskritiker inakzeptabel wäre) und die niedrige Platzierung der Empfehlung  zum Klimawandel.
Nach neueren Studien können sich jedoch eine Öffnung des Handels und der Klimaschutz gegenseitig vorwärts bringen: Freier Handel kann die Verbreitung kohlendioxidarmer Technologien fördern und den Entwicklungsländern mehr Möglichkeiten geben, diese Technologien einzusetzen, umgekehrt können Umweltkriterien in Handelsabkommen eingebaut werden.